# AIA Group
AIA Group Limited kendt som AIA (kinesisk: 友邦保險) (HKEX: 1299) er en forsikringsvirksomhed fra Hongkong. AIA er engageret i lande som Taiwan, Kina, Australien, New Zealand, Japan, Indien, Sri Lanka, Malaysia, Macao, Sydkorea, Thailand, Filippinerne, Singapore, Brunei og Vietnam. Besiddelserne inkluderer Philippine American Life and General Insurance Company og mindretalsbesiddelser i TATA AIA Life Insurance og TATA AIG General Insurance.
Koncernens havde i 2012 aktiver for 134.439 mio. US $ og havde 21.000 medarbejdere i 2010.
Virksomheden var en del af American International Group, men blev fraspaltet i 2008. I december 2012 bekendtgjorde American International Group Inc. (AIG) at de ville sælge alle sine aktier i AIA.
Ifølge statistik fra Office of the Commissioner of Insurance (保險業監理處) 
var AIA i 2008 nr. 1 i Hongkong på antal forsikringspolicer. Markedsandelen i Hongkong var på 26 % og den samlede forsikringsummen var på mere end 50 mia. US $.

## Historie
AIA er oprindeligt etableret i 1931 som International Assurance Company, Ltd..
AIA blev børsnoteret på Hong Kong Stock Exchange i oktober 2010.
AIA Group overtog ING Groeps malaysiske forsikringsdivision i oktober 2012 for i alt 1,3 mia. €.
15. august 2013 blev det bekendtgjort at AIA Group ville blive Tottenham Hotspurs cuptrøjesponsor.